# Умуахія
Умуахія (англ. Umuahia) — столиця нігерійського штату Абія. Поділяється на дві території місцевого управління: Північну Умуахію та Південну Умуахію.

## Географія
Місто розташоване у південно-східній частині країни, уздовж залізниці, що з'єднує Порт-Харкорт та Енугу. 

### Клімат
Місто знаходиться у зоні, котра характеризується кліматом тропічних саван. Найтепліший місяць — березень із середньою температурою 28 °C (82.4 °F). Найхолодніший місяць — липень, із середньою температурою 25.1 °С (77.2 °F).
| Клімат Умуахії          | Клімат Умуахії | Клімат Умуахії | Клімат Умуахії | Клімат Умуахії | Клімат Умуахії | Клімат Умуахії | Клімат Умуахії | Клімат Умуахії | Клімат Умуахії | Клімат Умуахії | Клімат Умуахії | Клімат Умуахії | Клімат Умуахії |
| Показник                | Січ.           | Лют.           | Бер.           | Квіт.          | Трав.          | Черв.          | Лип.           | Серп.          | Вер.           | Жовт.          | Лист.          | Груд.          | Рік            |
| Середня температура, °C | 26,3           | 27,8           | 28             | 27,5           | 26,7           | 25,8           | 25,1           | 25,1           | 25,4           | 25,9           | 26,4           | 25,9           | 26,3           |
| Норма опадів, мм        | 19.7           | 40.6           | 115.8          | 176.3          | 244.4          | 296.9          | 339.2          | 279.2          | 354.2          | 261.6          | 75.8           | 17.8           | 2221.5         |
| Днів з опадами          | 2              | 3,4            | 7,5            | 10,8           | 14,5           | 16,8           | 19,3           | 19,4           | 20,6           | 15,6           | 4,8            | 1,8            | 136,5          |
| Вологість повітря, %    | 70.9           | 71.9           | 75.2           | 79.3           | 82.2           | 84.1           | 85.3           | 85.1           | 84.4           | 84.1           | 82.1           | 75.3           | 80             |
| ----------------------- | -------------- | -------------- | -------------- | -------------- | -------------- | -------------- | -------------- | -------------- | -------------- | -------------- | -------------- | -------------- | -------------- |
| Джерело: Weatherbase    |                |                |                |                |                |                |                |                |                |                |                |                |                |

## Населення
Чисельність населення — 359 230 осіб (станом на 2006 рік). Тубільним населенням Умуахії є народ Ігбо.

## Економіка
Умуахія є відомим агропромисловим центром з 1916 року. Завдяки наявності залізничного сполучення, місто є пунктом збору сільськогосподарських культур, що вирощуються на прилеглих територіях (ямс, маїс, таро, цитрусові, пальмова олія тощо). На території Умуахії функціонують декілька броварень та завод з переробки пальмової олії.
Поблизу міста знаходиться науково-дослідний агропромисловий інститут. Крім того, у місті діє декілька коледжів та лікарень.

## Відомі уродженці
- Іфеані Джордж (1993—2020) — нігерійський футболіст, нападник національній збірній Нігерії.